# Тельес, Брендон
Брендон Абуид Тельес Андраде (исп. Brandon Abiud Téllez Andrade; род. 17 февраля 2005, Фуллертон, Калифорния) — мексиканский футболист, полузащитник клуба «Крус Асуль».

## Клубная карьера
Тельес — воспитанник клуба «Лос-Анджелес Гэлакси». 13 октября 2022 года в матче против «Нью-Мексико Сити» он дебютировал в USL за дублирующий состав. В 2024 году Тельес перешёл в «Гвадалахару», где начал выступать за дублирующий состав.

## Международная карьера
В 2024 году в составе молодёжной сборной Мексики Тельес выиграл домашний молодёжный Кубок КОНКАКАФ. На турнире он сыграл в матчах против команд Гватемалы, Панамы, Коста-Рики и Кубы.

## Достижения
Международные
 Мексика (до 20)
- Победитель молодёжного чемпионата КОНКАКАФ — 2024